# Hranice pěti patriarchátů

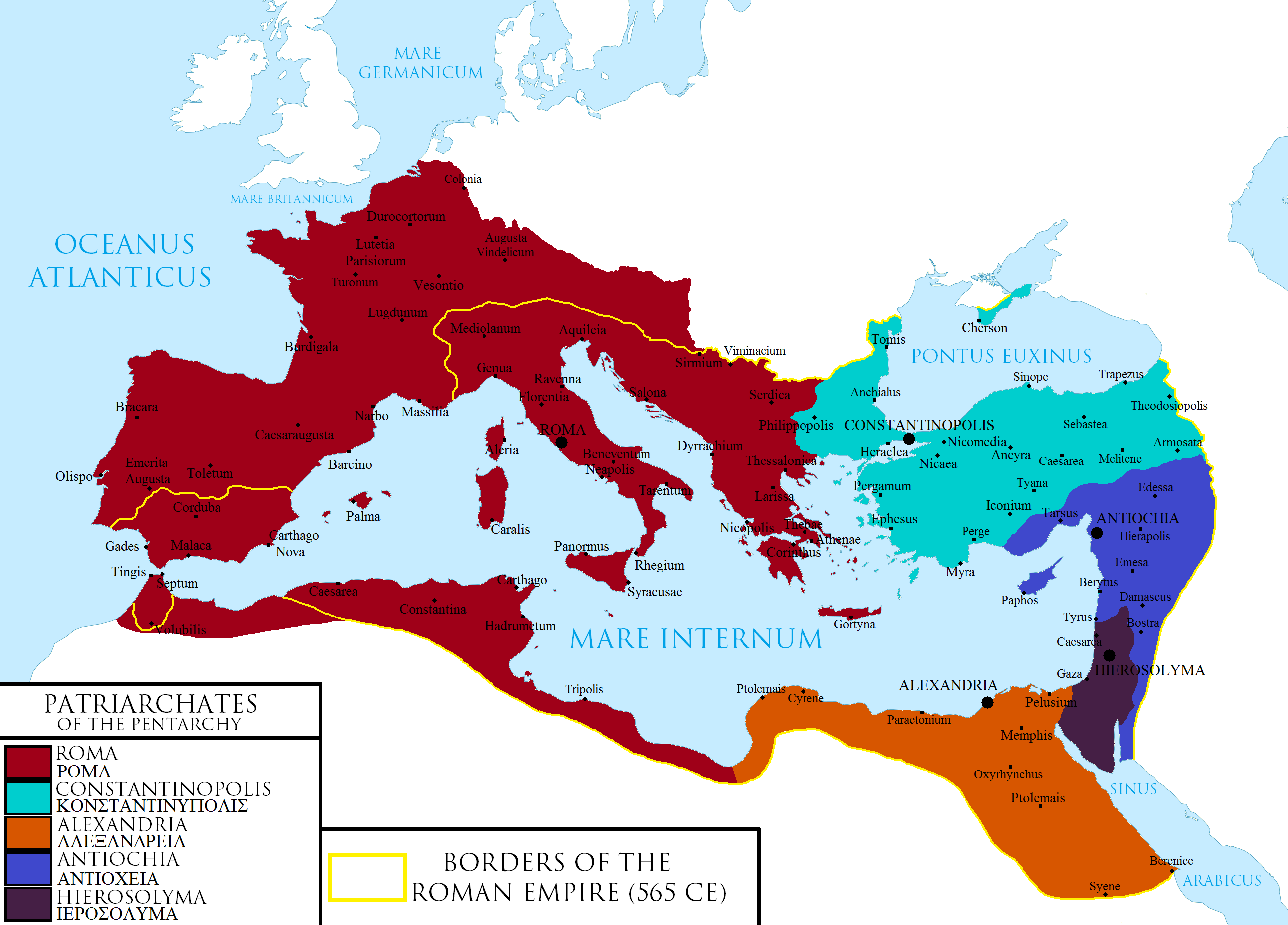
Pentarchie v roce 565

Hranice pěti patriarchátů je řecký text popisující pět patriarchátů křesťanství ve středověku. Nachází se v příloze k některým rukopisům Nového zákona. Posloupnost a platnost patriarchátů v textu se liší od tradiční pentarchie založené ekumenickými koncily  s Jeruzalémem posunutým na první místo. Pořadí ostatních čtyř je nezměněno: Řím, Konstantinopol, Alexandrie a Antiochie. Jak se dále církev rozrůstala, vznikaly i další patriarcháty a arcibiskupství. Ve 21. století východní církve působí na tradičně západním území a naopak.
Dokument byl pravděpodobně napsán v Kalábrii v průběhu 9. nebo 10. století. Nachází se v některých rukopisech Nového zákona: 69, 211 a 543 (v roce 543 je jedna jeho stránka ztracena).   V nepatrném roce 543 je tento dokument nazván „Γνωσις και επιγνωσις των πατριαρχων θρονων“ (Znalosti a poznání stolců patriarchátu). 

## Hranice
První stolice a první patriarchát je Jeruzalémský, Jakub, bratr Boží a apoštol a očitý svědek a ochránce tajemství a skrytých tajemství, zahrnuje celou Palestinu, a celou zemi až do Arábie.
Druhý stolec je apoštola Petra od Říma po hranice hor a Francie, Španělska a Francie a Illyricum, dále až po Gadiron a Herkulovy sloupy a Oceán na západním konci, stejně jako mrtvé vody a zalesněné pozemky, ostrovy až po okraj obydlených oblastí oceánů. Křesťané se stále shromažďují až do Ravenny, Lombardie a Soluně, Slovanů a Skytů a Avarů až po řeku Dunaj, církevní hranici a Sardinii, Megaru, Kartágo a část Baleárských ostrovů a část Sicílie a Kalábrie, kde vane silný vítr, ze severu, z jihu, ze západu-jihu a z východu-jihu.
Třetí stolice je Konstantinopolská, založená sv. Ondřejem a Janem Teologem a Evangelistou, obsahující téměř jistě moc římského království, Evropy a západoasijských a kykladských ostrovů až po Pontus, Cherson a Abbasid Chaldea a Chazars, Cappadocia, Arménie a až do nekonečných severních oblastí.
Čtvrtý Alexandrijský stolec, apoštola Marka a evangelisty, syna apoštola Petra, který převzal kontrolu nad Etiopií až po Afriku a Tripolis a nad celou zemí Egypta až po hranice Palestiny.
Pátý Antiochijský stolec Petrův, obsahující oblast až na východ, neboli cesta sedmi měsíců, až do Gruzie a Arménie a Ázerbájdžánu, a až do vnitřní pouště Peršanů, Médů, Chaldejců, až k arabskému území a Parthie a Mezopotámie Elamiton, kde slunce vychází. 